# Racing Bulls VCARB 02
O Racing Bulls VCARB 02 é o modelo de carro construído e utilizado pela Racing Bulls que está competindo no Campeonato Mundial de Fórmula 1 de 2025, sendo pilotado por Isack Hadjar, em sua estreia na categoria, por Yuki Tsunoda nos GPs da Austrália e da China, e por Liam Lawson a partir do Grande Prêmio do Japão de 2025.

## Histórico
O VCARB 02 usa a unidade de potência Honda RBPTH003, sendo o último carro da Racing Bulls a ser movido por motores Honda RBPT, já que a partir da temporada 2026, tanto a Racing Bulls quanto sua equipe irmã Red Bull Racing utilizarão motores Ford da Red Bull Powertrains.

### Nomenclatura
Depois do antigo nome Visa Cash App RB ser criticado pela maioria dos fãs e entusiastas do automobilismo em 2024, a sigla "RB" foi abandonada para a temporada de 2025, com a equipe passando a ser oficialmente conhecida como "Visa Cash App Racing Bulls", abreviando para "Racing Bulls" para não ser confundida com sua equipe principal, a Red Bull Racing.

### Pintura
A pintura do VCARB 02 foi revelada em 18 de fevereiro de 2025 durante o evento F1 75 Live na O2 Arena, juntamente com as das outras equipes. Ela recebeu alterações drásticas em relação à da temporada passada, com o modelo atual contando com uma pintura branca sólida com padrões menores de touro azul na traseira do carro. A pintura se assemelha à que a Red Bull costumava adotar nos GPs do Japão.
A Racing Bulls usou uma pintura especial para o Grande Prêmio de Miami, adotando a cor rosa como predominante para o VCARB 02, e adicionando detalhes em branco. A pintura é uma referência ao novo lançamento da marca de energéticos, o "Red Bull Summer Edition White Peach".

### Desempenho
Apesar de compartilhar semelhanças com o RB21, o VCARB 02 é descrito como sendo mais fácil de pilotar em relação ao carro da Red Bull, com Liam Lawson afirmando que o carro da Racing Bulls possui uma janela maior de desempenho, enquanto o consultor Helmut Marko disse que o VCARB 02 é mais rápido em voltas lançadas, mas inferior ao RB21 em ritmo de corrida.
Os primeiros pontos do VCARB 02 no campeonato foram conquistados por Yuki Tsunoda ao chegar em sexto durante a corrida sprint do GP da China. Isack Hadjar pontuou pela primeira vez com o modelo ao chegar em oitavo no GP do Japão.